# ساندی آدتونجی
ساندی آدتونجی (انگلیسی: Sunday Adetunji؛ زادهٔ ۱۰ دسامبر ۱۹۹۷) بازیکن فوتبال اهل نیجریه است که در پست مهاجم وسط برای باشگاه بالکانی در سوپر لیگ فوتبال کوزوو بازی می‌کند.
وی در تیم ملی فوتبال نیجریه بازی کرده است.